# Hypsiboas
Hypsiboas  es un género de anfibios anuros de la familia Hylidae. Este género fue restablecido en el 2005 tras la reestructuración de la taxonomía de anfibios, trasladando 70 especies anteriormente clasificadas en el género Hyla en Hypsiboas. Ahora ha sido trasladado al género Boana.
Se distribuyen en la zona tropical desde Nicaragua hasta Argentina; también en Trinidad y Tobago.

## Especies
Se reconocen las siguientes 93 especies:
- Hypsiboas aguilari Lehr, Faivovich & Jungfer, 2010
- Hypsiboas albomarginatus (Spix, 1824)
- Hypsiboas alboniger (Nieden, 1923)
- Hypsiboas albopunctatus (Spix, 1824)
- Hypsiboas alemani (Rivero, 1964)
- Hypsiboas alfaroi[3] Caminer & Ron, 2014
- Hypsiboas almendarizae[3] Caminer & Ron, 2014
- Hypsiboas atlanticus (Caramaschi & Velosa, 1996)
- Hypsiboas balzani (Boulenger, 1898)
- Hypsiboas bandeirantes[4] Caramaschi & Cruz, 2013
- Hypsiboas beckeri (Caramaschi & Cruz, 2004)
- Hypsiboas benitezi (Rivero, 1961)
- Hypsiboas bischoffi (Boulenger, 1887)
- Hypsiboas boans (Linnaeus, 1758)
- Hypsiboas botumirim Caramaschi, Cruz & Nascimento, 2009
- Hypsiboas buriti (Caramaschi & Cruz, 1999)
- Hypsiboas caingua (Carrizo, 1991)
- Hypsiboas caipora Antunes, Faivovich & Haddad, 2008
- Hypsiboas calcaratus (Troschel, 1848)
- Hypsiboas callipleura (Boulenger, 1902)
- Hypsiboas cambui Pinheiro, Pezzuti, Leite, Garcia, Haddad & Faivovich, 2016
- Hypsiboas cinerascens (Spix, 1824)
- Hypsiboas cipoensis (Lutz, 1968)
- Hypsiboas cordobae (Barrio, 1965)
- Hypsiboas crepitans (Wied-Neuwied, 1824)
- Hypsiboas curupi Garcia, Faivovich & Haddad, 2007
- Hypsiboas cymbalum (Bokermann, 1963)
- Hypsiboas dentei (Bokermann, 1967)
- Hypsiboas diabolicus Fouquet, Martinez, Zeidler, Courtois, Gaucher, Blanc, Lima, Souza, Rodrigues & Kok, 2016
- Hypsiboas ericae (Caramaschi & Cruz, 2000)
- Hypsiboas exastis (Caramaschi & Rodrigues, 2003)
- Hypsiboas faber (Wied-Neuwied, 1821)
- Hypsiboas fasciatus (Günther, 1858)
- Hypsiboas freicanecae (Carnaval & Peixoto, 2004)
- Hypsiboas fuentei (Goin & Goin, 1968)
- Hypsiboas geographicus (Spix, 1824)
- Hypsiboas gladiator Köhler, Koscinski, Padial, Chaparro, Handford, Lougheed & De la Riva, 2010
- Hypsiboas goianus (Lutz, 1968)
- Hypsiboas guentheri (Boulenger, 1886)
- Hypsiboas heilprini (Noble, 1923)
- Hypsiboas hobbsi (Cochran & Goin, 1970)
- Hypsiboas hutchinsi (Pyburn & Hall, 1984)
- Hypsiboas jaguariaivensis Caramaschi, Cruz & Segalla, 2010
- Hypsiboas jimenezi Señaris & Ayarzagüena, 2006
- Hypsiboas joaquini (Lutz, 1968)
- Hypsiboas lanciformis Cope, 1871
- Hypsiboas latistriatus (Caramaschi & Cruz, 2004)
- Hypsiboas lemai (Rivero, 1972)
- Hypsiboas leptolineatus (Braun & Braun, 1977)
- Hypsiboas leucocheilus (Caramaschi & Niemeyer, 2003)
- Hypsiboas liliae Kok, 2006
- Hypsiboas lundii (Burmeister, 1856)
- Hypsiboas maculateralis[3] Caminer & Ron, 2014
- Hypsiboas marginatus (Boulenger, 1887)
- Hypsiboas marianitae (Carrizo, 1992)
- Hypsiboas melanopleura (Boulenger, 1912)
- Hypsiboas microderma (Pyburn, 1977)
- Hypsiboas multifasciatus (Günther, 1859)
- Hypsiboas nympha Faivovich, Moravec, Cisneros-Heredia & Köhler, 2006
- Hypsiboas ornatissimus (Noble, 1923)
- Hypsiboas palaestes (Duellman, De la Riva & Wild, 1997)
- Hypsiboas paranaiba Carvalho & Giaretta, 2010
- Hypsiboas pardalis (Spix, 1824)
- Hypsiboas pellucens (Werner, 1901)
- Hypsiboas phaeopleura (Caramaschi & Cruz, 2000)
- Hypsiboas picturatus (Boulenger, 1899)
- Hypsiboas poaju Garcia, Peixoto & Haddad, 2008
- Hypsiboas polytaenius (Cope, 1870)
- Hypsiboas pombali (Caramaschi, Pimenta & Feio, 2004)
- Hypsiboas prasinus (Burmeister, 1856)
- Hypsiboas pugnax (Schmidt, 1857)
- Hypsiboas pulchellus (Duméril & Bibron, 1841)
- Hypsiboas pulidoi (Rivero, 1968)
- Hypsiboas punctatus (Schneider, 1799)
- Hypsiboas raniceps Cope, 1862
- Hypsiboas rhythmicus (Señaris & Ayarzagüena, 2002)
- Hypsiboas riojanus (Koslowsky, 1895)
- Hypsiboas roraima (Duellman & Hoogmoed, 1992)
- Hypsiboas rosenbergi (Boulenger, 1898)
- Hypsiboas rubracylus (Cochran & Goin, 1970)
- Hypsiboas rufitelus (Fouquette, 1961)
- Hypsiboas secedens (Lutz, 1963)
- Hypsiboas semiguttatus (Lutz, 1925)
- Hypsiboas semilineatus (Spix, 1824)
- Hypsiboas sibleszi (Rivero, 1972)
- Hypsiboas sp
- Hypsiboas steinbachi[3] (Boulenger, 1905)
- Hypsiboas stellae Kwet, 2008
- Hypsiboas stenocephalus (Caramaschi & Cruz, 1999)
- Hypsiboas tepuianus Barrio-Amorós & Brewer-Carias, 2008
- Hypsiboas tetete[3] Caminer & Ron, 2014
- Hypsiboas varelae (Carrizo, 1992)
- Hypsiboas wavrini (Parker, 1936)

Además, hay asignadas al género las siguientes especies incertae sedis:
- Hyla palliata Cope, 1863
- Hypsiboas hypselops Cope, 1871